# Ari Viana
Ari de Siqueira Vianna (Cachoeiro de Itapemirim, 25 de janeiro de 1905 – Rio de Janeiro, 8 de novembro de 1990) foi um político brasileiro, contador e funcionário público.

## Biografia
Nascido em Cachoeiro do Itapemirim, é filho de Alziro Viana e de Corinta de Siqueira Viana. Seu irmão Arizio de Viana, foi diretor do Departamento Administrativo do Serviço Público (DASP), entre 1951 e 1954. Em sua cidade natal, cursou o seu primeiro e segundo grau na Escola Domingos Lopes Ribeiro, em 1915, e no Ateneu Brasil, em 1920. 
Como contador e funcionário público, foi chefe de contabilidade da Secretaria da Fazenda, no Espirito Santo, subindo aos cargos de inspetor-geral da Fazenda e diretor-geral dos departamentos das Municipalidades e do Serviço Público do mesmo estado.  
Também foi prefeito de Cachoeira de Itapemirim, em 1945, e deputado federal pelo Espírito Santo na legenda do Partido Social Democrático (PSD). Em 1948, votou contra a cassação dos mandatos dos parlamentares comunistas. Deixou a Câmara no final do seu mandato, no ano de 1951.  
Apoiado pela coligação do PSD com a União Democrática Nacional (UDN), em outubro de 1954, foi eleito senador pelo Espírito Santo. Assumiu a cadeira em fevereiro de 1955. Durante a legislatura, foi presidente das comissões de Finanças, de Redação e Economia. Deixou o Senado Federal, em janeiro de 1963, ao final do mandato. A partir de então, abandonou as atividades políticas.
Teve cinco filhos com Maria Madalena Pereira Viana, com quem foi casado. 